# Genestia
Genestia es un género de escarabajos barrenadores metálicos del orden Coleoptera.

## Especies
- Genestia achardi Obenberger, 1926
- Genestia jakovlevi Obenberger, 1928
- Genestia klapaleki Obenberger, 1928
- Genestia mateui Cobos, 1953
- Genestia mocquerysi Thery, 1923
- Genestia raffrayi Thery, 1923
- Genestia semenovi Obenberger, 1926
- Genestia steeleae Thery, 1937
- Genestia tuberculifrons Obenberger, 1926